# Something About Faith
Something About Faith è il quinto album discografico in studio della cantante statunitense Faith Evans, pubblicato nel 2010.

## Tracce
1. Something About Faith (Intro) – 2:41
2. I Still – 4:10
3. Way You Move (feat. Snoop Dogg) – 4:55
4. Real Things – 3:02
5. Worth It – 3:39
6. Gone Already – 3:53
7. Party (feat. Redman) – 3:37
8. Right Here – 3:07
9. Your Lover (Part I) – 3:10
10. Can't Stay Away (feat. Keyshia Cole) – 3:20
11. Sunshine – 3:33
12. Everyday Struggle (feat. Raekwon) – 4:31
13. The Love in Me – 3:36
14. Change – 3:44
15. Troubled World (feat. Kelly Price & Jessica Reedy) – 3:53
16. Baby Lay – 3:51